# Шмаре (община Айдовшчина)
Вижте пояснителната страница за други значения на Шмаре.
Шмаре (на словенски: Šmarje) е село в Словения, регион Горишка, община Айдовшчина. Според Националната статистическа служба на Република Словения през 2015 г. селото има 189 жители.